# Tangara (oiseau)
Pour les articles homonymes, voir Tangara et Tangara (genre).
Taxons concernés
Les espèces d'une quarantaine de genres de
la famille des Thraupidae (liste complète) :
- 110 espèces valides selon le Congrès ornithologique international (2015) et la CINFOmodifier

Tangara est le nom donné à de nombreuses espèces d'oiseaux de genres variés, appartenant à la famille des Thraupidae, dans l'ordre des Passeriformes. Attention, c'est également le nom d'un genre biologique, Tangara, mais dont les espèces ont pour générique normalisé français « callistes » (par la CINFO).

## Désignation
Si l'on s'en tient aux noms normalisés affectés par la CINFO à des espèces reconnues valides par le Congrès ornithologique international (classification version 5.2, 2015), l'appellation « tangara » ne désignerait que 110 espèces de la famille des Thraupidae. Par extension, c'est en réalité une grande partie des oiseaux de la famille des Thraupidae qui est, abusivement, ainsi nommée dans le langage courant.

## Listes de tangaras

### Espèces valides portant actuellement le nom deTangara

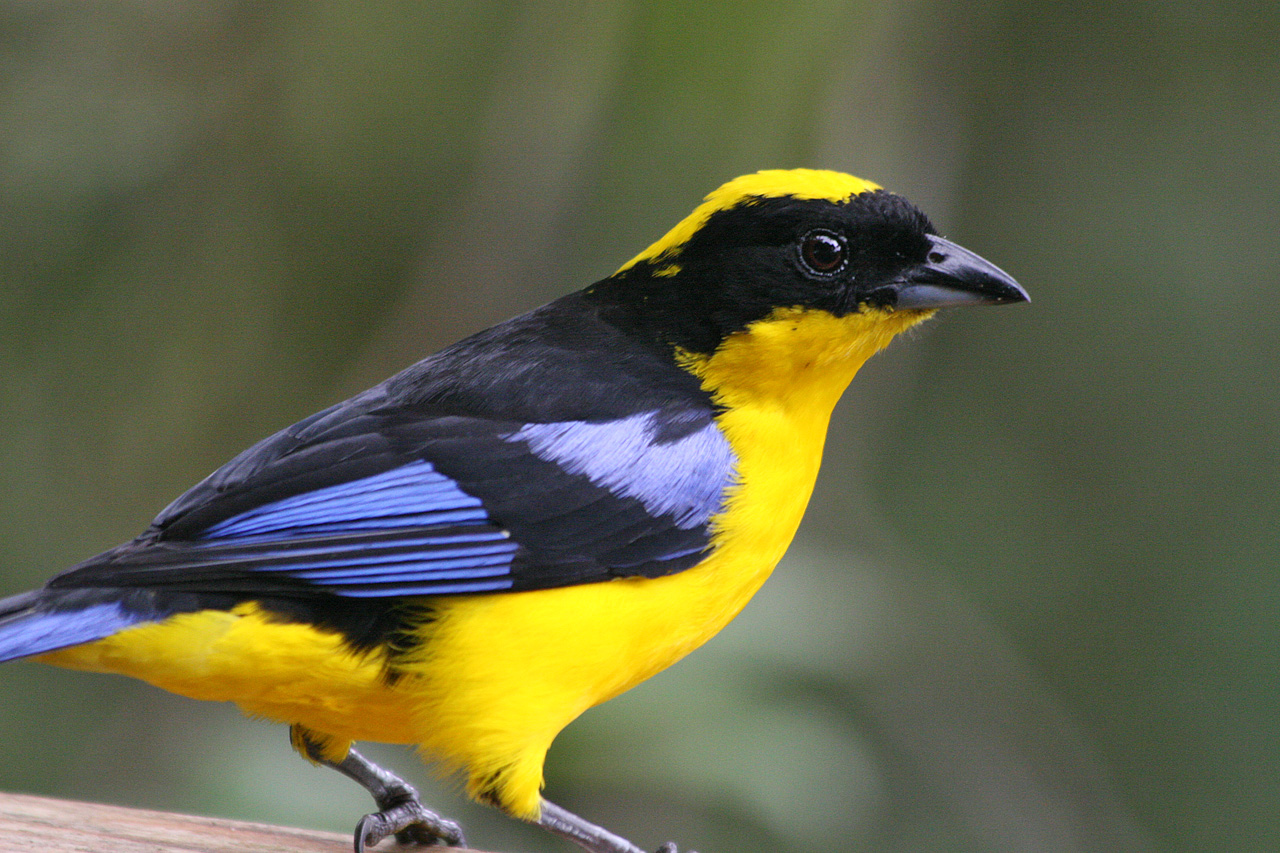
Tangara à nuque jaune (Anisognathus somptuosus)

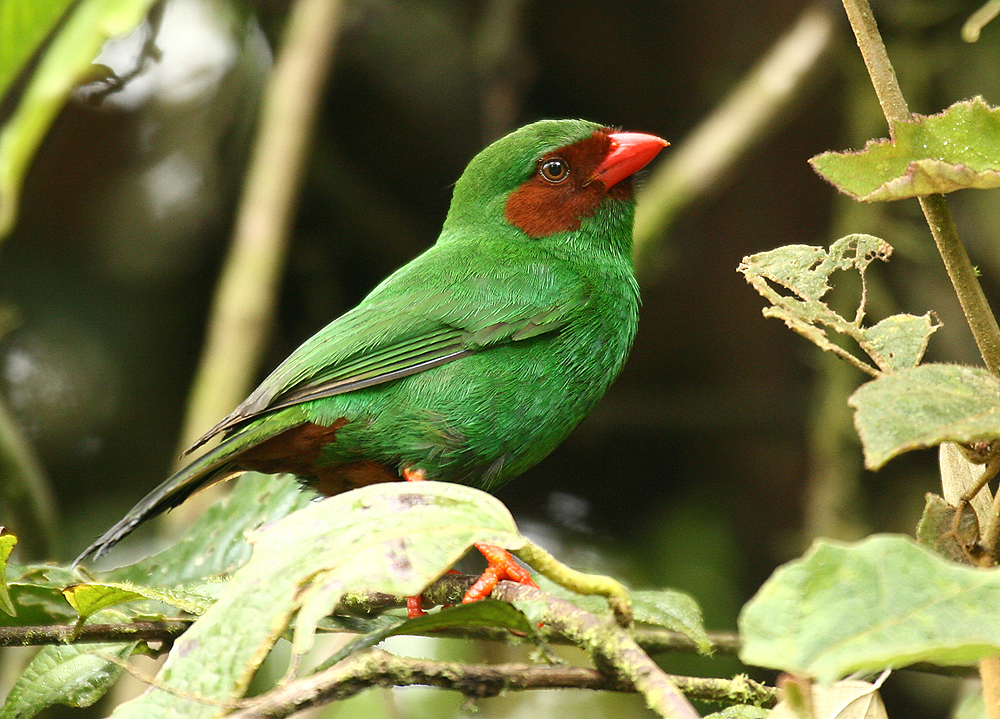
Tangara de Rieffer (Chlorornis riefferii)

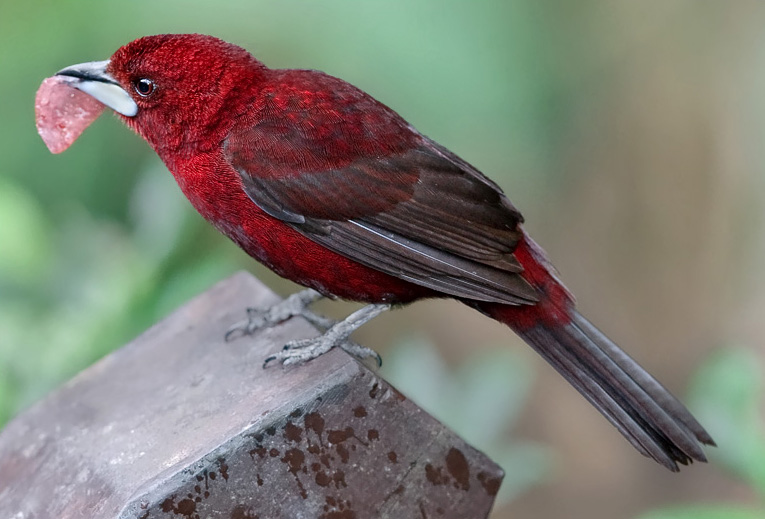
Tangara à bec d'argent (Ramphocelus carbo)

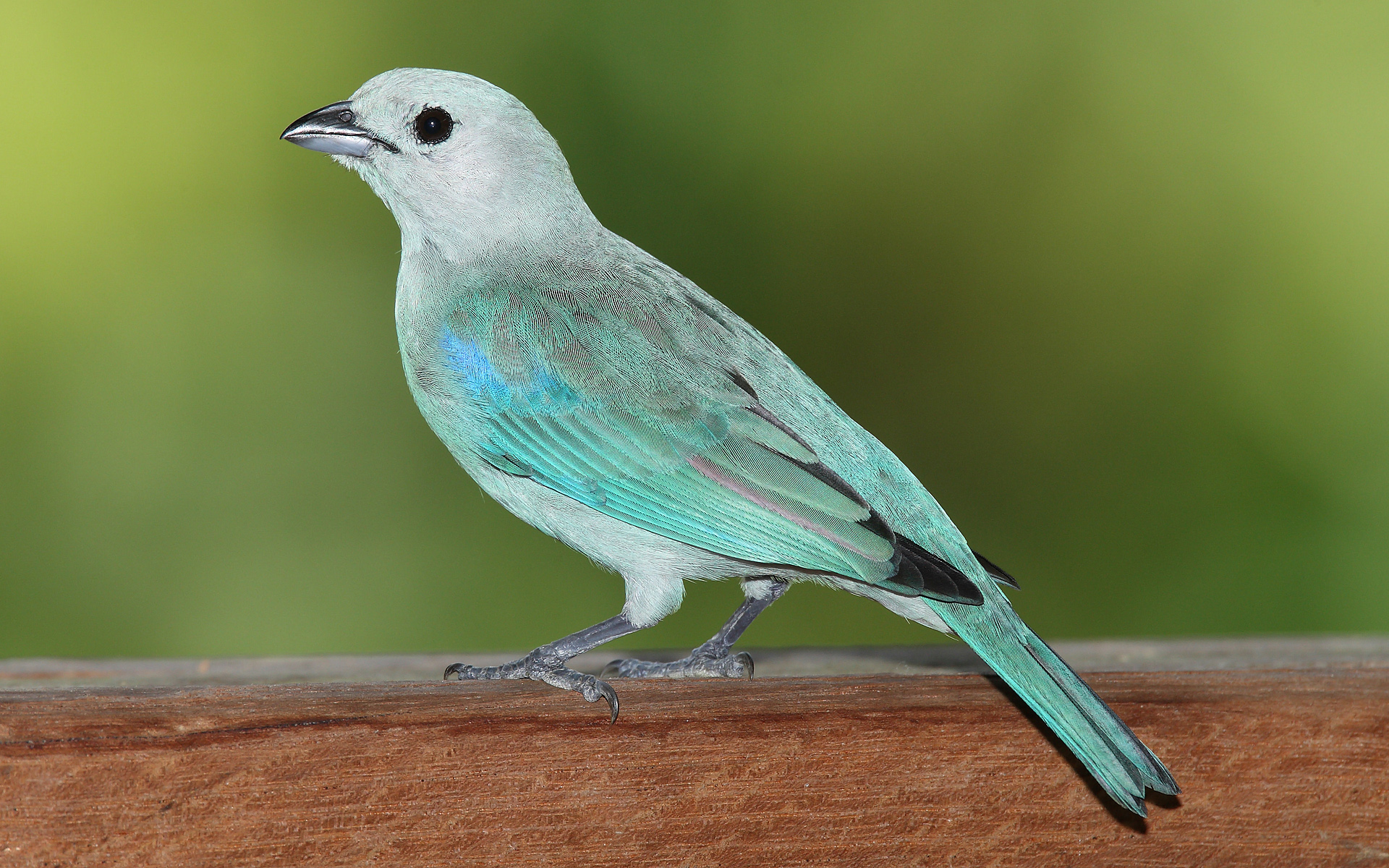
Tangara évêque (Thraupis episcopus)

Liste des espèces reconnues valides par le Congrès ornithologique international (COI) (classification version 5.2, 2015) en regard de leur nom normalisé CINFO :
- Tangara à bavette jaune – Iridosornis analis
- Tangara à bec d'argent – Ramphocelus carbo
- Tangara à boucles d'or – Bangsia aureocincta
- Tangara à calotte grise – Hemispingus reyi
- Tangara à calotte noire – Hemispingus atropileus
- Tangara à camail – Schistochlamys melanopis
- Tangara à cape bleue – Iridosornis porphyrocephalus
- Tangara à cape noire – Bangsia melanochlamys
- Tangara à cimier roux – Creurgops verticalis
- Tangara à coiffe blanche – Sericossypha albocristata
- Tangara à col d'or – Iridosornis jelskii
- Tangara à crête fauve – Tachyphonus surinamus
- Tangara à crête jaune – Tachyphonus rufiventer
- Tangara à croupion jaune – Heterospingus rubrifrons
- Tangara à croupion rouge – Ramphocelus passerinii
- Tangara à diadème – Stephanophorus diadematus
- Tangara à dos citron – Ramphocelus icteronotus
- Tangara à dos d'or – Buthraupis aureodorsalis
- Tangara à dos jaune – Hemithraupis flavicollis
- Tangara à dos noir – Pipraeidea melanonota
- Tangara à dos olive – Mitrospingus oleagineus
- Tangara à dos rouge – Ramphocelus dimidiatus
- Tangara à épaulettes blanches – Tachyphonus luctuosus
- Tangara à épaulettes bleues – Thraupis cyanoptera
- Tangara à flancs bruns – Thlypopsis pectoralis
- Tangara à flancs roux – Thlypopsis ornata
- Tangara à front noir – Trichothraupis melanops
- Tangara à galons blancs – Tachyphonus rufus
- Tangara à galons rouges – Tachyphonus phoenicius
- Tangara à gorge blanche – Lanio leucothorax
- Tangara à gorge écarlate – Compsothraupis loricata
- Tangara à gorge noire – Lanio aurantius
- Tangara à gorge orangée – Wetmorethraupis sterrhopteron
- Tangara à huppe ignée – Tachyphonus cristatus
- Tangara à menton noir – Anisognathus notabilis
- Tangara à miroir blanc – Conothraupis speculigera
- Tangara à miroir jaune – Thraupis abbas
- Tangara à nuque jaune – Anisognathus somptuosus
- Tangara à poitrine fauve – Dubusia taeniata
- Tangara à poitrine noire – Buthraupis eximia
- Tangara à sourcils fauves – Hemispingus rufosuperciliaris
- Tangara à sourcils roux – Heterospingus xanthopygius
- Tangara à tête bleue – Thraupis cyanocephala
- Tangara à tête fauve – Thlypopsis fulviceps
- Tangara à tête grise – Eucometis penicillata
- Tangara à tête marron – Pyrrhocoma ruficeps
- Tangara à tête noire – Hemispingus verticalis
- Tangara à tête orange – Thlypopsis sordida
- Tangara à tête rousse – Hemithraupis ruficapilla
- Tangara à ventre jaune – Thlypopsis ruficeps
- Tangara à ventre marron – Delothraupis castaneoventris
- Tangara à ventre rouge – Anisognathus igniventris
- Tangara à ventre roux – Thlypopsis inornata
- Tangara ardoisé – Creurgops dentatus
- Tangara auréolé – Iridosornis rufivertex
- Tangara aux yeux jaunes – Hemispingus xanthophthalmus
- Tangara barbouillé – Hemispingus melanotis
- Tangara bridé – Hemispingus superciliaris
- Tangara brun – Orchesticus abeillei
- Tangara cannelle – Schistochlamys ruficapillus
- Tangara capucin – Cnemoscopus rubrirostris
- Tangara carmin – Calochaetes coccineus
- Tangara ceinturé – Ramphocelus sanguinolentus
- Tangara coiffe-noire – Nemosia pileata
- Tangara couronné – Tachyphonus coronatus
- Tangara cyanictère – Cyanicterus cyanicterus
- Tangara d'Edwards – Bangsia edwardsi
- Tangara de Berlepsch – Hemispingus ochraceus
- Tangara de Berlioz – Conothraupis mesoleuca
- Tangara de Delattre – Tachyphonus delatrii
- Tangara de Goering – Hemispingus goeringi
- Tangara de Parodi – Hemispingus parodii
- Tangara de Piura – Hemispingus piurae
- Tangara de Reinhardt – Iridosornis reinhardti
- Tangara de Rieffer – Chlorornis riefferii
- Tangara de Rothschild – Bangsia rothschildi
- Tangara de Wetmore – Buthraupis wetmorei
- Tangara des bambous – Hemispingus calophrys
- Tangara des palmiers – Thraupis palmarum
- Tangara des Santa Marta – Anisognathus melanogenys
- Tangara du Brésil – Ramphocelus bresilius
- Tangara du Costa Rica – Ramphocelus costaricensis
- Tangara du Huallaga – Ramphocelus melanogaster
- Tangara émeraude – Chlorophanes spiza
- Tangara évêque – Thraupis episcopus
- Tangara flamboyant – Ramphocelus flammigerus
- Tangara fourchu – Thraupis bonariensis
- Tangara glauque – Thraupis glaucocolpa
- Tangara guira – Hemithraupis guira
- Tangara hirundinacé – Cypsnagra hirundinacea
- Tangara jaune et bleu – Bangsia arcaei
- Tangara larmoyant – Anisognathus lacrymosus
- Tangara loriot – Chrysothlypis chrysomelas
- Tangara masqué – Ramphocelus nigrogularis
- Tangara montagnard – Buthraupis montana
- Tangara mordoré – Lanio fulvus
- Tangara noir et blanc – Lamprospiza melanoleuca
- Tangara obscur – Mitrospingus cassinii
- Tangara ocré – Hemispingus frontalis
- Tangara oreillard – Hemispingus auricularis
- Tangara orné – Thraupis ornata
- Tangara pillurion – Cissopis leverianus
- Tangara rouge – Chrysothlypis salmoni
- Tangara rougegorge – Nemosia rourei
- Tangara sayaca – Thraupis sayaca
- Tangara sucrier – Iridophanes pulcherrimus
- Tangara trifascié – Hemispingus trifasciatus
- Tangara unifascié – Neothraupis fasciata
- Tangara versicolore – Lanio versicolor
- Tangara viréon – Orthogonys chloricterus

## Genres concernés
D'après la classification de référence (version 5.2, 2015) du Congrès ornithologique international (ordre alphabétique) :
- Anisognathus
- Bangsia
- Buthraupis
- Calochaetes
- Chlorophanes
- Chlorornis
- Chrysothlypis
- Cissopis
- Cnemoscopus
- Compsothraupis
- Conothraupis
- Creurgops
- Cyanicterus
- Cypsnagra
- Delothraupis
- Dubusia
- Eucometis
- Hemispingus
- Hemithraupis
- Heterospingus
- Iridophanes
- Iridosornis
- Lamprospiza
- Lanio
- Mitrospingus
- Nemosia
- Neothraupis
- Orchesticus
- Orthogonys
- Pipraeidea
- Pyrrhocoma
- Ramphocelus
- Schistochlamys
- Sericossypha
- Stephanophorus
- Tachyphonus
- Thlypopsis
- Thraupis
- Trichothraupis
- Wetmorethraupis

### Espèces valides ayant autrefois porté le nom deTangara
Espèces valides d'après le COI (classification version 5.2, 2015) ayant reçu un nom normalisé CINFO avec le nom générique de tangara :
- Tangara à capuchon – Piranga rubriceps
- Tangara à couronne noire – Phaenicophilus palmarum
- Tangara à couronne rouge – Habia rubica
- Tangara à crête rouge – Habia cristata
- Tangara à dos rayé – Piranga bidentata
- Tangara à gorge grise – Chlorospingus canigularis
- Tangara à gorge jaune – Chlorospingus flavigularis
- Tangara à gorge rose – Piranga roseogularis
- Tangara à gorge rouge – Habia fuscicauda
- Tangara à joues noires – Habia atrimaxillaris
- Tangara à lunettes – Chlorothraupis olivacea
- Tangara à sourcils brisés – Chlorospingus pileatus
- Tangara à tête rouge – Piranga ludoviciana
- Tangara bifascié – Piranga leucoptera
- Tangara cornichon – Calyptophilus frugivorus
- Tangara d'Haïti – Calyptophilus tertius
- Tangara d'O'Neill – Nephelornis oneilli
- Tangara de Porto Rico – Nesospingus speculiferus
- Tangara de Stolzmann – Chlorothraupis stolzmanni
- Tangara des buissons – Chlorospingus flavopectus
- Tangara du Pirré – Chlorospingus inornatus
- Tangara du Tacarcuna – Chlorospingus tacarcunae
- Tangara écarlate – Piranga olivacea
- Tangara érythrocéphale – Piranga erythrocephala
- Tangara fuligineux – Habia gutturalis
- Tangara jaune-vert – Chlorospingus flavovirens
- Tangara olive – Chlorothraupis carmioli
- Tangara ombré – Chlorospingus semifuscus
- Tangara orangé – Piranga flava
- Tangara quatre-yeux – Phaenicophilus poliocephalus
- Tangara quéo – Rhodinocichla rosea
- Tangara vermillon – Piranga rubra
- Tangara à bec court – Chlorospingus parvirostris